# 2001 في إيران
فيما يلي قوائم الأحداث التي وقعت خلال عام 2001 في إيران.

## سياسة

### تعيين في المنصب
- 1 يناير – محمد علي أبطحي نائب رئيس الجمهورية الإيرانية،نائب رئيس الجمهورية الإيرانية.

## أفلام
من الأفلام التي صدرت هذه السنة في إيران:
- 1 يناير – الدائرة من إخراج جعفر بناهي.
- 1 يناير – زير نور ماه من إخراج Reza Mirkarimi [الإنجليزية]‏.
- 1 يناير – لون الفردوس من إخراج مجيد مجيدي.
- 1 يناير – مطر من إخراج مجيد مجيدي.
- 7 فبراير – قتل الكلاب المسعورة من إخراج بهرام بيضائي.

## وفيات

### يناير
- 1 يناير – سيد خليل علي نجاد (مواليد 1968) موسيقي إيراني.

### أبريل
- 1 أبريل – جليل زندي (مواليد 1951)

### يونيو
- 10 يونيو – ليلى بهلوي (مواليد 1970) مترجمة إيرانية.[1]

### أكتوبر
- 26 أكتوبر – ثريا إسفندياري (مواليد 1932) ممثلة إيرانية.